# Paul Sarac
Paul Sarac (* 5. Jänner 2002 in Rottenmann) ist ein österreichischer Fußballspieler.

## Karriere
Sarac begann seine Karriere beim SV Rottenmann und spielte, wie auch seine jüngere Schwester, im LAZ-Stainach. Zur Saison 2016/17 wechselte er in die Akademie der Kapfenberger SV. Zur Saison 2018/19 rückte er in den Kader des sechstklassigen ASC Rapid Kapfenberg, der dritten Mannschaft der KSV. Ohne zuvor für die Zweitmannschaft gespielt zu haben, rückte er in der Winterpause jener Saison in den Profikader auf. Im März 2019 spielte er schließlich gegen den FC Kindberg-Mürzhofen auch erstmals für die zweite Mannschaft in der fünftklassigen Oberliga.
Sein Debüt für die Profis in der 2. Liga gab er im Juni 2020, als er am 21. Spieltag der Saison 2019/20 gegen den FC Dornbirn 1913 in der Startelf stand und in der 56. Minute durch Jonas Thürschweller ersetzt wurde. Bis zum Ende der Spielzeit kam er zu sieben Zweitligaeinsätzen. In der Saison 2020/21 absolviert er vier Partien für die Profis. In der Saison 2021/22 kam er bis zur Winterpause zu neun Einsätzen, zudem gelang ihm bei einem 1:1-Remis gegen den FC Juniors OÖ sein erstes Tor in der 2. Liga.
Im Jänner 2022 wechselte Sarac auf Kooperationsbasis zum Regionalligisten SC Kalsdorf. Für Kalsdorf kam er bis zum Ende der Leihe zu 16 Einsätzen in der Regionalliga. Zur Saison 2022/23 wurde er vom Regionalligisten fest verpflichtet. In der Saison 2022/23 kam er zu 24 Einsätzen für die Kalsdorfer, mit denen er aber aus der Regionalliga abstieg.
Zur Saison 2023/24 wechselte Sarac daraufhin zum Regionalligisten TuS Bad Gleichenberg.

## Privates
Seine rund ein Jahr jüngere Schwester Ines (* 2003) stammt ebenfalls aus dem Nachwuchsbereich des SV Rottenmann und ist eine ehemalige österreichischen Juniorenspielerin, die seit 2020 im Aufgebot des Frauen-Bundesligaklubs USV Neulengbach steht.